# Estat de Qin
Qin (778 aC - 207 aC) va ser un estat feudal xinès que existí durant el període del Primaveres i Tardors i el període dels regnes combatents de la història xinesa. Emergí com un dels dominants estats dels set regnes combatents pel segle iii aC i finalment unificà Xina sota el seu control en 221 aC, després del qual és referit com la dinastia Qin.

## Primers anys d'història

### Els orígens llegendaris i la fundació de Qin
D'acord amb el text històric del segle ii aC Registres de l'Historiador Magnífic de Sima Qian, l'estat Qin va traçar el seu origen a Zhuanxu, un dels cinc emperadors dels temps antics. Dafei, un ancestre del clan reial de Qin, ajudà a Yu el Gran en educar a la gent en les tècniques de control d'inundacions, i se li va concedir el nom familiar de "Ying" (xinès tradicional:嬴) per part de Shun.
Durant les dinasties Xia i Shang, el clan Ying se dividí en dues branques:
- Una occidental, que vivia en Quanqiu (犬丘; al costat del Tianshui actual en la vall superior del riu Wei.
- Una oriental, que vivia a l'est del riu Groc i que es convertí en els ancestres dels governants de l'estat Zhao.

El clan occidental Ying fou de bell antuvi ennoblit en el començament del segle ix aC. Feizi de Qin serví al Rei Xiao de Zhou com criador i entrenador de la cavalleria reial, i va ser recompensat pels seus esforços al feu de Quanqiu (actualment Tianshui, província de Gansu) i es casà amb una princesa. El territori Feizi fou anomenat "Qin" i era envoltant de terres pertanyents a la minorada gent de Rong. Qin va ser sovint atacada pels rong en el segle ix aC i les relacions entre els rong i la dinastia Zhou occidental empitjoraren.
En el 771 aC, el marquesat de Shen formà una aliança amb l'estat Zeng i els nòmades Quanrong, i van atacar i va conquerir la ciutat capital del Zhou occidental de Haojing (鎬京; al costat de l'actual Xi'an, província de Shaanxi). El Xiang de Qin dirigí les seues tropes per a protegir el rei Ping de Zhou com el rei que dirigiria al seues hòmens en la retirada cap a l'est a Luoyang, on la nova ciutat capital de la dinastia Zhou occidental era establida. En reconeixement dels esforços de Xiang, el rei Ping l'ascendí al rang de Bo (伯; equivalent al d'un comte), la tercera posició en noblesa després de Gong (公; Duc) i Hou (侯; Marqués) i prometí que totes les terres originals dels que havien ser preses pels rong es convertirien en part dels territoris Qin si Qin tenia èxit recuperant-les. Les futures generacions de governants Qin foren encoratjats per esta promesa, i llançaren diverses campanyes militars en contra dels Rong, finalment expandint els seus territoris a allèn les terres originals perdudes per la dinastia Zhou occidental.

### Ascendència durant el període de Primaveres i Tardors
La interacció de Qin amb altres estats feudals en la Xina oriental i central romangué mínima durant el període de Primaveres i Tardors (722-481 aC), excepte amb els seus veïns de Jin. Qin mantingué unes bones relacions diplomàtiques amb Jin i hagueren també casaments entre membres dels clans reials d'ambdós estats, però les relacions entre ambdues parts també se deterioraren fins al punt del conflicte armat. Durant els primers anys del regnat del Duc Mu de Qin, l'estat Jin va ser un formidable poder sota el lideratge del Duc Xian de Jin. Això no obstant, després de la mort del Duc Xian, Jin es va submergir en un estat de conflicte intern; amb els fills del Duc de Xian disputant-se la successió. Un d'ells va guanyar la contesa i es convertí en el Duc Hui de Jin, però Jin no gaire més tard fou assolat per la fam i el Duc Hui va demanar l'ajuda de Qin. El Duc Mu de Qin manà subministraments d'aliments i equipaments agrícoles a Jin. Més tard, amb tot, Qin va ser castigat també per la fam i per aquells dies Jin ja s'havia recuperat i va decidir de tornar a atacar Qin. Qin i Jin s'enfrontarien en diverses batalles durant els propers anys.
Durant les batalles amb Jin, el Duc Mu sentí que un dels fills del Duc Xian, Chong'er, era exiliat en l'Estat de Chu. Després de consultar als seus súbdits, el Duc Mu va enviar un emissari a Chu per convidar Chong'er a Jin, i Qin ajudà Chong'er a derrotar el Duc Hui, sent així que Chong'er es convertí en el nou governant de Jin, amb el seu títol com el "Duc Wen". El Duc Wen era agraït amb el Duc Mu i les relacions entre Qin i Jin van millorar. Qin aprofità l'oportunitat de tenir el seu front oriental era estable, per llançar campanyes militars contra les tribus de les minories de l'oest. En el 627 aC, el Duc Mu de Qin va planejar un atac secret a l'estat de Zheng, però l'exèrcit de Qin es va retirar després d'haver estat induït a la creença que Zheng era preparat per envair Qin. El Duc Wen havia mort i el seu successor, el Duc Xiang de Jin, ordenà a les seves tropes de fer una emboscada a l'exèrcit de Qin en retirada. Les forces de Qin van ser derrotades per Jin en l'emboscada a la batalla de Yao (殽; prop del que és ara el Comtat Luoning, província de Henan) i van patir importants baixes. Tres anys més tard, Qin va atacar Jin per venjança i va obtenir una gran victòria. El Duc Mu es va negar d'avançar més cap a l'est després de celebrar una cerimònia fúnebre per als morts en acció en la Batalla de Yao, i es va centrar en la tradicional política d'expansió cap a l'oest de les fronteres de Qin. Els èxits del Duc de Mu en les campanyes de l'oest i el seu maneig de les relacions exteriors amb Jin li va valer un lloc entre els Cinc Estats Hegemònics del període de Primaveres i Tardors.

### El declivi a principi dels Regnes Combatents
Durant l'inici del període dels Regnes Combatents, mentre els seus veïns a l'est i centre de la Xina començaven a desenvolupar-se ràpidament, Qin encara estava en un estat de subdesenvolupament i decadència. La població de Qin estava composta per una gran part de gent semi-tribal sinitzada, que es creia que eren descendents dels Rong. Es creu que això era una de les principals causes del clar malestar i discriminació dels altres estats cap a Qin. L'estat de Wei, format a partir de la Partició de Jin, es va convertir en l'estat més poderós en la frontera oriental de Qin. Qin estava equipat amb defenses naturals, amb el Pas de Hangu (函谷關; al nord-est de l'actual Lingbao, província Henan) en l'est i el Pas de Tong (潼關; avui en dia Comtat Tongguan, província Shaanxi) en l'oest. Entre el 413 i el 409 aC durant el regnat del Duc Jian de Qin, l'exèrcit de Wei dirigit per Wu Qi, amb el suport de Zhao i Han, va atacar Qin i conquerí els territoris de Qin a l'oest del riu Groc.

### Reformes
Els aliats, liderats pel general Zhao Pang Nuan van atacar Qin però van ser derrotats el 318 aC a la batalla de Hangu al pas estratègic de Hangu,
Malgrat patir pèrdues en les batalles amb estats rivals, com ara Wei, els governants Qin eren activament introduint reformes als sistemes jurídics, econòmics i socials de Qin. Quan el Duc Xiao va arribar al tron de Qin, va emetre un anunci, convocant als homes de talent (incloent acadèmics, administradors, teòrics i militaristes) d'altres estats per entrar a Qin i ajudar-lo amb les seves reformes, prometent recompenses d'alts càrrecs i terres a canvi. Entre aquests talents estrangers, Wei Yang (més tard rebatejat com a Shang Yang), un erudit de l'Escola Legalista, realitzà amb èxit una sèrie de reformes a Qin amb el suport del Duc Xiao, tot i trobar-se una forta oposició de diversos polítics de Qin. El sistema aristocràtic va ser abolit, concedint a tots els esclaus els drets de ciutadania. La gent es va veure obligada a agrupar-se en nous assentaments, on es van centrar en l'augment de la producció agrícola. La meritocràcia es practicava entre les forces armades, amb soldats i oficials rebent recompenses d'acord amb les seves contribucions, independentment dels seus antecedents. Això no obstant, es van imposar també lleis dures i estrictes, amb càstigs draconianes imposats pel menor dels delictes, sent fins i tot no perdonats o exclosos els nobles i la gent de la reialesa. Després de dècades, les reformes enfortiren econòmicament i militarment Qin i el vam transformar en un estat altament centralitzat amb un sistema administratiu eficient.
Nanzheng es va revoltar en 441 aC i va passat a mans de Shu, que va recuperar el territori en 387 aC. L'any 364 aC Wei va ser derrotat per Qin a la batalla de Shimen i només va ser salvat per la intervenció de Zhao. Qin va guanyar una altra victòria l'any 362 aC i en 361 aC la capital de Wei es va traslladar a Daliang a l'est per estar fora de l'abast de Qin. L'estat de Qin va fortificar la frontera oriental al pas de Hangu l'any 361 aC. Chu va ocupar Nanzheng de Qin 361 aC.
L'any 316 aC, Ba i Chu es van aliar amb Qin per envair Shu, però després de la conquesta de Shu, Qin es va tornar immediatament contra els seus dos aliats i va capturar l'últim rei Ba, expandint Qin al sud cap a la conca de Sichuan, i en 312 aC va recuperar Nanzheng. L'any 278 aC, Bai Qi va dirigir l'exèrcit de Zhaoxiang de Qin contra Chu, el seu rival més gran al sud del Yangtze, prenent la seva capital Ying i molt territori, i el 272 aC va conquerir l'estat Xirong de Yiqu. Va envair l'Estat de Han, el més petit dels set estats, en el 265 aC per capturar Qinyang i obrir una via d'invasió de Zhao, els reis nominals de la Xina. En quatre anys aïllà Shangdang de la resta de Han, i Han va oferir-la a Xiaocheng de Zhao que s'hi va avenir, però fou derrotat en la batalla de Changping, fent matar més de 400.000 presoners de guerra enterrant-los vius. L'any 241 aC, l'expansió de Qin havia aconseguit aïllar i encerclar Han i Wei, i fer frontera amb Qi. Cinc dels set principals estats en guerra Chu, Zhao, Wei, Yan i Han van formar una aliança per lluitar contra el creixent poder de Qin, de la que el Rei Kaolie de Chu va ser nomenat líder i Lord Chunshen el comandant militar, però Qin va atacar el camp de Chu, que es va retirar, i després la resta dels aliats.
Després de la mort del Duc Xiao, el Rei Huiwen es convertí en el nou governant de Qin i va executar a Shang Yang amb els càrrecs de traïció; tanmateix alguns creuen que el rei servava un rancor personal en contra de Shang, ja que va ser castigat amb duresa sota el sistema reformat de Shang per una infracció menor durant la seva adolescència. Això no obstant, el Rei Huiwen i els seus successors van conservar les reformes i van ajudar a establir les bases de la final unificació de la Xina de Qin sota la Dinastia Qin en el 221 aC. Les teories de Shang Yang serien ampliades més tard per Han Fei, que combinaria les idees de Shang amb les de Shen Buhai i Shen Dao, això formaria el nucli de les filosofies del legalisme. Qin va erigir-se en prominència durant el tardà segle iii aC després de les reformes i emergí com un dels poder dominants dels Set Regnes Combatents.

### Guerres d'unificació de Qin

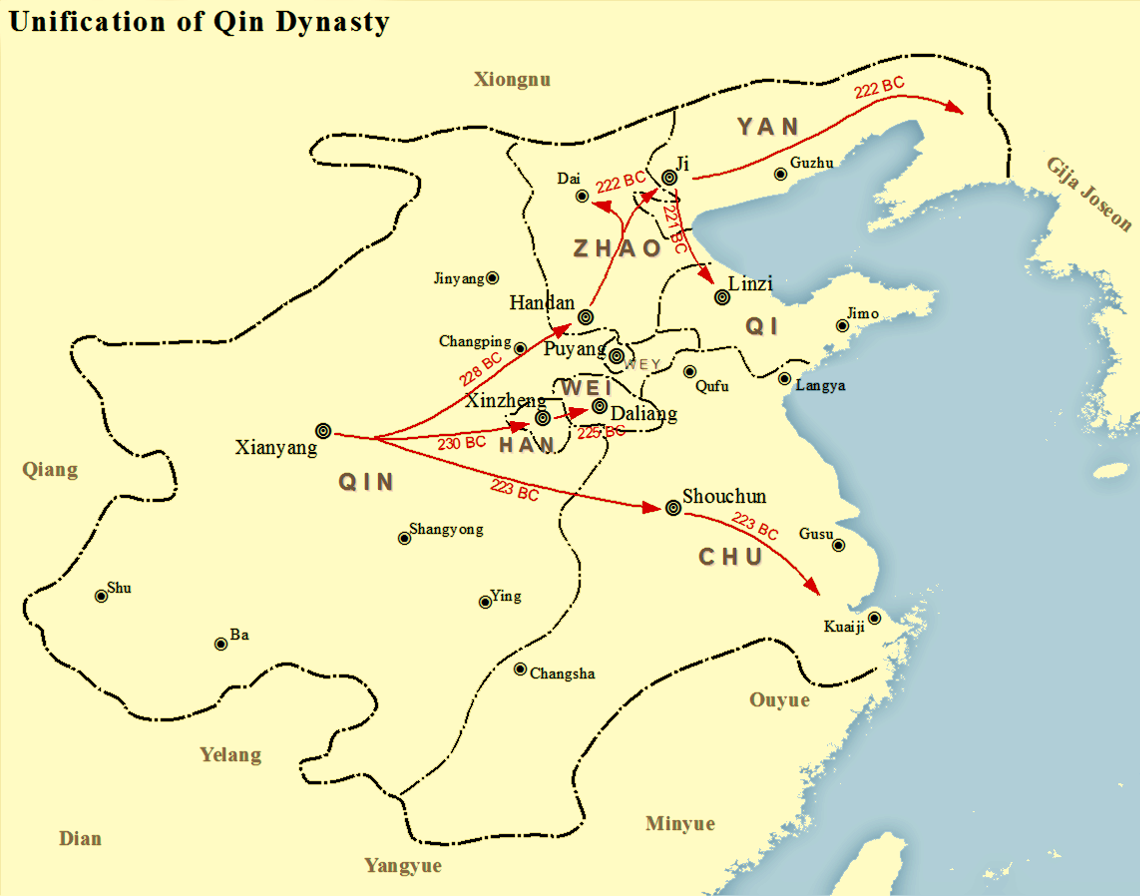
Guerres d'unificació de Qin

Qin Shi Huangdi va continuar amb la tradició d'atacar de manera tenaç i defensar els estats feudals, esquivant el famós intent d'assassinat del rei Jing Ke, en una sèrie de campanyes militars contra els altres estats: Han, el més petit dels set estats, va ser conquistat en 230 aC. El rei Wei Jia va rendir Wei a Qin en 225 aC després que el general Wang Ben desviés el riu Groc cap a Daliang, destruint la capital en una riuada,
El 228 aC va capturar al rei Youmiu de Zhao, conquerint l'estat, però el seu germanastre Jia va crear Dai dels romanents de l'estat. Wang Jian va derrotar l'exèrcit Yan al riu Yishui el 227 aC, i ell i el seu fill Wang Ben van capturar Ji, la capital de Yan en 226 aC, però el seu rei Ji Xi va escapar a Liaodong. que va caure en 222 aC. En 224 aC Wang Jian va atacar Chu amb 600.000 homes i va derrotar l'exèrcit Chu a Pingyu, ocupant les ciutats fins que en 223 aC va capturar al rei Fu Chu i acabant amb la seva independència.
Wang Ben va atacar Dai capturant Jia de Zhao en 222 aC, i des d'allà , derrotant l'últim estat xinès independent, l'estat de Qi l'any 221 aC. Llavors, en aquell mateix any, a l'edat de 38 anys, el rei de Qin es va proclamar com el primer emperador de la Xina. va assolir el control de tota la XinaEls territoris annexionats per Qin van esdevenir la pàtria de la nació xinesa i van formar la base de la dinastia Qin.